# Závod
Závod je naseljeno mjesto u okrugu Malacky u Bratislavskom kraju u Slovačkoj.

## Stanovništvo
| Godina:     | 1993. | 2003.   | 2013.   | 2023.   |
| ----------- | ----- | ------- | ------- | ------- |
| Broj ljudi: | 2546  | 2646    | 2743    | 2956    |
| Razlika:    |       | +3,92 % | +3,66 % | +7,76 % |

| Godina:     | 2022. | 2023.   |
| ----------- | ----- | ------- |
| Broj ljudi: | 2992  | 2956    |
| Razlika:    |       | -1,20 % |

Prema podatcima o broju stanovnika iz 2023. godine naselje je imalo 2956 stanovnika.

## Vanjske poveznice
|  | Zajednički poslužitelj ima još gradiva o temi Závod |

- Službena stranica naselja (sl.)